# Мотор-колесо
Мото́р-колесо́ — разновидность ведущего колеса, комплексный агрегат, в котором объединены непосредственно колесо, электрический двигатель, силовая передача и тормозная система.

## История
- Автор концепции первого мотор-колеса — Веллингтон Адамс из Сент-Луиса (патент США 1884 года)[3].
- В 1890 году Эдвардом Паркхерстом из Воберна, штат Массачусетс, изобретен двигатель с высоким крутящим моментом и низким числом оборотов в минуту. Двигатель был встроен в колесо[3].
- Преимущества мотор-колеса раскрыты в 1896 году в патенте француза Чарльза Терикома[3].
- С 1890 сразу несколькими патентами была защищена конструкция электрического привода, устанавливаемого на велосипеде. Так, патент США 1895 года Огдена Болтона описывает электровелосипед с питанием от батареи с мотор-втулкой, установленной на заднем колесе[3].

## Описание
Мотор-колесо представляет собой агрегат, объединяющий колесо и встроенные в него тяговый электродвигатель, силовую передачу и, в некоторых случаях, тормозную систему (таким образом, каждое мотор-колесо имеет индивидуальный привод). Устанавливается, как правило, в подвешенном к раме кронштейне (в случае, когда колесо не является управляемым) либо в установленном в поворотной цапфе подшипнике (в случае, когда колесо является одновременно ведущим и управляемым).
Питается энергией от двигателя внутреннего сгорания через электромеханическую трансмиссию (преимущественно на автомобильной технике, главным образом тяжёлой), от контактной сети (на троллейбусах и троллейвозах) или от аккумулятора (на электромобилях и электровелосипедах, либо, в качестве дополнительного источника энергии, на автомобильной технике с двигателем внутреннего сгорания, такой как гибридные автомобили, или троллейбусах).
Существует два режима работы мотор-колеса — тяговый и генераторный. В тяговом режиме вращение передаётся с вала якоря электродвигателя, работающего в двигательном режиме, через редуктор к внутреннему зубчатому венцу ведущего колеса; в генераторном режиме, используемом для электрического торможения, электродвигатель переходит в генераторный режим работы, а электроэнергия преобразуется в тепло на тормозном реостате (реостатное торможение) либо возвращается в электрическую сеть или применяется для зарядки аккумуляторов (рекуперативное торможение).

## Использование
Наибольшее распространение мотор-колёса получили на электровелосипедах, электросамокатах, гироскутерах, моноколëсах, сегвеях, электрических инвалидных колясках, складских электрических машинах (вилочных погрузчиках, штабелëрах, тележках), и на самосвалах особо большой грузоподъёмности. На скоростных электровелосипедах, электроскутерах, электромотоциклах и электросамокатах используются безредукторные моторы (Direct-Drive Hub Motor). На электровелосипедах чаще используются мотор-колёса с редуктором (Geared Hub Motor).